# Manuel Real Jiménez
Manuel Real Jiménez (Bornos, Cádiz, España, 18 de noviembre de 1972), más conocido como Manolo Sanlúcar, es un exjugador y entrenador de fútbol español, que actualmente dirige a la U. D. San Sebastián de los Reyes de la Segunda División RFEF.

## Trayectoria

### Como jugador
Como jugador, Sanlúcar tuvo una gran trayectoria, dónde formó parte de la plantilla de gran cantidad de equipos de la categoría de bronce e incluso de segunda división, entre ellos, Manolo jugó como delantero en el Ciudad de Murcia durante la temporada 2002-03. En la temporada 2009-10, colgaría las botas como jugador en las filas de la AD Ceuta, tras jugar en temporadas anteriores en el Racing Portuense y el Puerto Real C. F., entre otros.

### Como entrenador
Su carrera como entrenador comenzó en la U. D. Bornense en 2010 que disputaría la Preferente andaluza, para en la temporada 2011-12 recalar en las filas del Unión Deportiva Mairena del Aljarafe en Tercera División. En la siguiente temporada, fue primer entrenador del Algeciras CF, con el que consiguió el ascenso a Segunda División B.
En la temporada 2013-14, siendo preparador del Algeciras no pudo esquivar el descenso de su equipo, en Segunda División B, al perder la  promoción de permanencia a ante el Mestalla Valencia.
En la temporada 2015-16, firmaría a mitad de temporada por el Villanovense y consiguió salvarlo del descenso. En la temporada siguiente, el 'Villano' hizo una temporada para enmarcar al clasificarse para los playoffs, tras acabar en liga en tercera posición, y disputar una más que notable fase de ascenso a Segunda División. Tan sólo el Racing de Santander, tras remontar por 4-0 en El Sardinero la renta de los extremeños conseguida en el Romero Cuerda (2-0), consiguió parar los pies al club de Villanueva de la Serena.
En junio de 2017, firma por el Real Murcia para la temporada 2017-18. El que fuera entrenador del Villanovense llega a la Nueva Condomina con el objetivo de intentar el ansiado ascenso, tanto por la entidad como por los aficionados, del club murciano a Segunda División
 pero en la jornada 7 es cesado de su puesto.
En octubre de 2018, llega a las filas del Atlético Malagueño para sustituir a Dely Valdés e intentar sacar al equipo andaluz de los puestos de descenso. Al término de la temporada 2018-19 no lograría la permanencia con el filial malaguista en el Grupo IV de la Segunda División B, consumando el descenso a Tercera División. 
En junio de 2019, se convierte en entrenador del Club Deportivo Ebro del Grupo III de la Segunda División B de la mano de Pepe Cuevas, quien ya lo firmó en su etapa en el Villanovense. Dos años después acaba su etpa en el conjunto zaragozano. En su última temporada, quedó a un solo de punto de clasificarlo para la fase de ascenso a Segunda, disputando sin embargo la de ascenso a Primera RFEF, y de la que sin embargo no pudo aupar al club a dicha nueva categoría, dejando al conjunto de la capital del Ebro en la Segunda RFEF para la siguiente campaña.
El 14 de febrero de 2022, se convierte en entrenador del Atlético Sanluqueño Club de Fútbol de la Primera División RFEF. Unos meses antes fue segundo entrenador de la Selección AFE.
El 31 de diciembre de 2022, firma por el Club Deportivo Atlético Paso de la Segunda División RFEF.
El 2 de diciembre de 2024, firma por la U. D. San Sebastián de los Reyes de la Segunda División RFEF.

## Clubes

### Como jugador
| Club                      | País   | Año       |
| ------------------------- | ------ | --------- |
| U. D. Bornense            | España | 1989-1995 |
| Jerez Industrial C. F.    | España | 1995-1996 |
| Xerez C. D.               | España | 1996-1997 |
| Atlético Sanluqueño C. F. | España | 1997-1998 |
| C. D. San Fernando        | España | 1998-1999 |
| Atlético Sanluqueño C. F. | España | 1999-2000 |
| Puerto Real C. F.         | España | 2000-2002 |
| Atlético Sanluqueño C.F.  | España | 2002-2003 |
| C. F. Ciudad de Murcia    | España | 2003-2004 |
| C. D. Alcalá              | España | 2004-2005 |
| Racing Portuense          | España | 2005-2009 |
| A. D. Ceuta               | España | 2009-2010 |

### Como entrenador
| Club                               | País   | Año             |
| ---------------------------------- | ------ | --------------- |
| U. D. Bornense                     | España | 2010-2011       |
| C. D. Mairena                      | España | 2011-2012       |
| Algeciras C. F.                    | España | 2012-2014       |
| C. F. Villanovense                 | España | 2016-2017       |
| Real Murcia C. F.                  | España | 2017            |
| Atlético Malagueño                 | España | 2018-2019       |
| C. D. Ebro                         | España | 2019-2021       |
| Selección AFE(2º entrenador)       | España | 2021            |
| Atlético Sanluqueño Club de Fútbol | España | 2022            |
| Club Deportivo Atlético Paso       | España | 2023-2024       |
| U. D. San Sebastián de los Reyes   | España | 2024-Actualidad |